# Caracteres chinos simplificados
Los caracteres chinos simplificados (简体中文S, 簡體中文T, jiǎntǐ zhōngwénP o hans según ISO 15924) son el conjunto de caracteres de escritura del idioma chino resultante del proceso de simplificación de los caracteres chinos llevado a cabo por el gobierno de la República Popular China durante la segunda mitad del siglo XX.
El proceso de simplificación consistió básicamente en eliminar trazos y sustituir las formas de aquellos caracteres tradicionales que tienen una escritura especialmente complicada por otras más sencillas. Algunos caracteres fueron simplificados aplicando ciertas reglas; por ejemplo, sustituyendo ciertos radicales (subdivisión regular de un sinograma) por una variante más simple. Otros caracteres fueron simplificados de forma arbitraria, de manera que son muy diferentes e imposibles de deducir a partir del carácter tradicional. Finalmente, muchos sinogramas (en general los que tienen relativamente pocos trazos) no fueron simplificados, de manera que se escriben idénticamente tanto en escritura simplificada como en escritura tradicional. 
El gobierno de la República Popular China en China continental los ha promovido para su uso en impresión desde los años 50 y 60 para fomentar la alfabetización.
A partir del proceso de simplificación existen dos sistemas de escritura estándar para el chino: mientras que en la China continental se utiliza el chino simplificado, el chino tradicional continúa utilizándose en Taiwán, Hong Kong y Macao. Si bien los caracteres tradicionales aún pueden ser leídos y comprendidos por muchos chinos continentales y la comunidad china en Malasia y Singapur, estos grupos generalmente conservan el uso de caracteres simplificados. Las comunidades chinas en el extranjero generalmente tienden a usar caracteres tradicionales.[cita requerida]
Los caracteres simplificados se conocen como jiǎntǐzì (簡體字T, 简体字S, jiǎntǐzìP, lit. «caracteres de forma simple»). También se los llama jiǎnhuàzì, aunque es menos frecuente (簡化字T, 简化字S, jiǎnhuàzìP, lit. «caracteres simplificados»).
En agosto de 2009, el PRC comenzó a recopilar comentarios públicos para una lista modificada de caracteres simplificados. La nueva Tabla de caracteres chinos estándar generales que consta de 8,105 caracteres (simplificados y sin cambios) se implementó oficialmente para uso del Consejo de Estado de la República Popular China el 5 de junio de 2013.

## Métodos de simplificación de los caracteres
Sustitución de un carácter por una variante popular o por una forma arcaica. Ejemplos:

Eliminación de una parte del carácter. Ejemplos:

Adopción de una forma basada en el estilo de caligrafía cursiva. Ejemplos:

Sustitución de la parte fonética de un carácter por otra con menos trazos. Ejemplos:

Eliminación de un carácter para remplazarlo con un homófono. Ejemplos:

En este caso, los caracteres de la fila de abajo existen también en el sistema tradicional. El sistema simplificado fusiona lo que eran dos o más caracteres, con significados diferentes, pero con pronunciación igual o similar, en un solo carácter. Esto reduce el número total de caracteres.

## Facilidad de aprendizaje
La idea básica subyacente a la reforma de los caracteres chinos es que un menor número de trazos hace que estos sean más fáciles de recordar.
Muchos opositores de la reforma afirman que un número de trazos menor no hace necesariamente que los caracteres sean más fáciles de aprender. Otras consideraciones, como la simetría del carácter, o su relación con otros similares, desempeñan un papel importante en el proceso de memorización. Por ejemplo, hay quienes encuentran más fácil recordar 車 que 车 (chē, «coche») por la mayor simetría del primero. A partir de este carácter' se forma 轟 (hōng), que podemos fácilmente recordar como el "triple coche". Tras la simplificación, este carácter se ha convertido en 轰, que consiste en un coche sobre un par de manos. Aunque los trazos son menos, la complejidad estructural («tres coches» frente a «un coche sobre dos manos») parece haber aumentado en el carácter simplificado. Otro caso sería el carácter 錢 (qián, «dinero»), que agrupa el carácter 金 (jīn, «oro»), y el carácter 戈 (gē, «lanza»), repetido dos veces. Los caracteres simplificados mantienen los caracteres jīn y gē tal cual, pero han introducido formas reducidas para jīn cuando aparece como componente izquierdo de un carácter y para la combinación de dos gē. Así, 錢 («oro + dos lanzas») se ha convertido en 钱 («oro abreviado + doble lanza abreviada»). De nuevo, no está claro que la forma simplificada sea realmente más simple de memorizar. En los casos de sustituciones de la parte fonética de un carácter, muchas veces los componentes básicos no han sido simplificados, por lo que la reasignación de parte fonética, aun cuando haga que el carácter se escriba a mano más rápido, no aumentaría su facilidad para ser memorizado. Un ejemplo sería el carácter 種 (zhǒng) (= 禾 + 重), que ha pasado a ser 种 (= 禾 + 中). Dado que tanto 中 como 重 existen como caracteres independientes, parecería que las dos combinaciones han de ser igual de fáciles, o difíciles, de aprender. Por estas razones, quienes estudian caracteres simplificados acaban, tarde o temprano, aprendiendo prácticamente las mismas combinaciones de trazos básicas que se dan en los caracteres tradicionales.
Debe apuntarse, además, que existen numerosas incoherencias en los caracteres simplificados. Por ejemplo, el carácter 復 (fù) ha sido simplificado a 复, mientras que la forma original pervive en los derivados 覆 (fù) y 履 (lǚ). Esto se debe, en gran medida, a que el proceso de simplificación quedó congelado, debido al cambio de clima político, en lo que en su momento se pensaba que era un estadio provisional de transición, no definitivo.

## Otros factores
Los detractores de la simplificación argumentan que los caracteres chinos son una parte fundamental de la cultura china milenaria, y que su forma había permanecido a grandes rasgos inalterada hasta la reforma. También dicen que, aunque se ha presentado la reforma como un mero ejercicio de estandarización de formas populares antiguas, una gran parte de los caracteres simplificados son formas inventadas o marginales. Hay personas que arguyen que los caracteres simplificados son más feos; sin embargo, esta idea es muy subjetiva.
Muchos chinos educados en el sistema tradicional consideran que los caracteres simplificados son más difíciles de discernir porque, al contar con menos trazos, abundan los parecidos entre caracteres que originalmente eran muy distintos. Por ejemplo, los caracteres 广 y 厂 (guǎng y chǎng, respectivamente) se diferencian solo por un pequeño trazo en su forma simplificada, mientras que en sus versiones tradicionales, 廣 y 廠, son mucho más fáciles de distinguir. Hay muchos ejemplos similares.

## Uso por regiones
La República Popular China, Singapur y Malasia generalmente usan caracteres simplificados. Aparecen con moderación en el texto impreso producido en Hong Kong, Macao, Taiwán y en las comunidades chinas en el extranjero, aunque cada vez son más frecuentes a medida que China se abre al mundo. A la inversa, la parte continental está viendo un aumento en el uso de formas tradicionales, donde a menudo se usan en carteles, logotipos, blogs, diccionarios y trabajos académicos.

### China continental
La Ley de la República Popular de China sobre el Idioma y los Caracteres Comunes Nacionales declara el chino simplificado como el sistema estándar de escritura, con el uso del chino tradicional para ceremonias, fines culturales (por ejemplo, caligrafía), decoración, publicaciones y libros sobre literatura antigua. Poesía, y fines de investigación. Los chinos tradicionales permanecen omnipresentes en los edificios que preceden a la promoción de caracteres simplificados, como antiguos edificios gubernamentales, edificios religiosos, instituciones educativas y monumentos históricos. El chino tradicional también se usa a menudo con fines comerciales, como exhibiciones de tiendas y anuncios.
Como parte de un modelo de dos países, la RPC no ha intentado forzar a Hong Kong o Macao a usar caracteres simplificados. La República Popular China tiende a imprimir material destinado a personas en Hong Kong, Macao y Taiwán, y chinos en el extranjero con caracteres tradicionales. Por ejemplo, imprime versiones de People's Daily en caracteres tradicionales, y tanto los sitios web de People's Daily como Xinhua tienen versiones en caracteres tradicionales que usan la codificación Big5. Las empresas de China continental que venden productos en Hong Kong, Macao y Taiwán usan caracteres tradicionales en sus pantallas y embalajes para comunicarse con los consumidores (lo contrario también es cierto).
Los diccionarios publicados en China continental generalmente muestran tanto sus versiones simplificadas como sus tradicionales. En los medios digitales, muchos fenómenos culturales importados de Hong Kong y Taiwán a China continental, como videos musicales, videos de karaoke, películas subtituladas y dramas subtitulados, utilizan caracteres chinos tradicionales.

### Hong Kong y Macao
A pesar de su reincorporación a China, Hong Kong y Macao continúan utilizando el sistema tradicional de caracteres, incluso en el ámbito administrativo. Antes de la retirada del Reino Unido y Portugal de las citadas antiguas colonias se pensaba que las autoridades chinas podrían llevar a cabo una política activa de promoción o imposición de los caracteres simplificados en estos dos territorios tras su integración en la RPC. Hasta el momento no ha sido así, y estos dos territorios continúan utilizando casi exclusivamente caracteres tradicionales.
Los libros de texto, las declaraciones oficiales, los periódicos, incluidos los medios de comunicación financiados por el PRC, no muestran signos de pasar a caracteres chinos simplificados. Sin embargo, algunos estudiantes pueden optar por usar la forma simplificada cuando toman notas o hacen exámenes para escribir más rápido.
Es común que la gente de Hong Kong aprendan caracteres chinos tradicionales en la escuela, y algunos chinos simplificados de pasada (ya sea a través de la lectura de libros publicados en el continente u otros medios). Sin embargo, para usar en computadoras, las personas tienden a escribir caracteres chinos utilizando un conjunto de caracteres tradicional como Big5. En Hong Kong, así como en otros lugares, es común que las personas que usan ambos conjuntos lo hagan porque es mucho más fácil convertir el conjunto de caracteres tradicional al conjunto de caracteres simplificado debido al uso de los métodos 8 y 9 mencionados anteriormente.[cita requerida]

### Taiwán
Los caracteres chinos simplificados no se utilizan oficialmente en publicaciones gubernamentales y civiles en Taiwán. Sin embargo, es legal importar publicaciones de caracteres simplificados y distribuirlas. Ciertos caracteres simplificados que han existido durante mucho tiempo en la escritura informal durante siglos también tienen un uso popular, mientras que aquellos caracteres simplificados originalmente por el gobierno taiwanés son mucho menos comunes en la apariencia diaria.
Ha de notarse que muchos de los textos escritos a mano incluirán formas cursivas que coinciden con las de los caracteres simplificados, como 国 en vez de 國 o 体 en vez de 體, sin embargo los taiwaneses suelen considerar que estos no son lo mismo que los caracteres simplificados promulgadas por la República Popular China porque estas simplificaciones se usaban antes de los procesos de reforma y porque aparecen en la escritura cursiva pero no en la regular (楷, kai). La simplificación informal de la primera letra del nombre de Taiwán, el carácter «tái» de 臺 a 台 rivaliza con su forma ortodoxa en términos comunes, incluso en forma impresa y en las respuestas a los exámenes escolares.

### Singapur
Singapur, donde el chino es uno de los idiomas oficiales, es el único territorio fuera de la China continental que ha adoptado los caracteres simplificados de manera oficial. Se utilizan en todas las publicaciones oficiales, así como en la prensa controlada por el gobierno. Si bien los caracteres simplificados se enseñan exclusivamente en las escuelas y se usan en todas las publicaciones oficiales, el gobierno no desalienta oficialmente el uso de los caracteres tradicionales y aún permite que los padres elijan si el nombre chino de su hijo debe registrarse en caracteres simplificados o tradicionales.
Como no hay restricciones para el uso de caracteres tradicionales en los medios de comunicación, los programas de televisión, los libros, las revistas y los CD de música que se han importado de Hong Kong o Taiwán están ampliamente disponibles, y estos casi siempre utilizan caracteres tradicionales. La mayoría de los discos de karaoke, que se importan de Hong Kong o Taiwán, también tienen letras de canciones en caracteres tradicionales. Muchos letreros de tiendas continúan escritos en caracteres tradicionales. Los menús en los centros de vendedores ambulantes y cafeterías también se ven comúnmente en los caracteres tradicionales.

### Malasia
En Malasia los chinos son minoría y no ha habido una política oficial de promoción de un sistema sobre otro. En este país, el chino no es un idioma oficial, pero más del 90% de los estudiantes de etnia china (han) son educados en escuelas chinas, que enseñan caracteres simplificados desde 1981. Sin embargo, los caracteres tradicionales son ampliamente utilizados por las generaciones anteriores y están muy extendidos en los carteles, etc. La mayoría de los periódicos chinos de Malasia se comprometen al retener los caracteres tradicionales en los titulares de los artículos, pero utilizando caracteres simplificados para el contenido. La publicidad también utiliza en muchos casos los caracteres tradicionales.

### Occidente
En cuanto a las comunidades chinas en otras partes del mundo, puede decirse que el uso de los caracteres tradicionales sigue siendo mayoritario en los países donde ha habido una comunidad china desde hace varias décadas como Estados Unidos, Australia o el Reino Unido, mientras que en países donde la inmigración china es reciente, como España, predomina el uso de caracteres simplificados.